# A. Bertram Chandler
Arthur Bertram Chandler (Aldershot, 28 marzo 1912 – 6 giugno 1984) è stato uno scrittore di fantascienza e un comandante di navi australiano.
Ha scritto anche con gli pseudonimi Paul T. Sherman, George Whitley, George Whitely, Andrew Dunstan e S.H.M.
È noto nel mondo della fantascienza per aver creato la serie del comandante Grimes (noto anche come l'Horatio Hornblower dello spazio) ambientata in una futura frontiera della bolla di espansione nello spazio da parte della razza umana. 

## Biografia
Nato ad Aldershot in Inghilterra, Chandler ha navigato per tutto il mondo sui mezzi più disparati (dalle navi a vapore sino ai trasporti truppa). Nel 1956 emigrò in Australia dove proseguì nel comando di navi mercantili, sotto la bandiera australiana e neozelandese, fino alla pensione nel 1974.
Fino alla sua morte, avvenuta nel 1984, Chandler scrisse diversi romanzi e storie brevi, talvolta scrivendo sotto gli pseudonimi di George Whitley o Andrew Dunstan. Molti dei romanzi hanno un tema nautico trasposto verso le "navi dello spazio" del futuro.
Ha pubblicato oltre 40 romanzi di fantascienza e oltre 200 romanzi brevi, molti dei quali ambientati nello stesso universo, quello dei Rim Worlds.
Nel 1985 Gordon Benson ne ha pubblicato la biografia, A. Bertram Chandler: Master Navigator of Space.

## Opere

### Serie John Grimes/Rim Worlds
La serie vede come protagonista John Grimes, comandante di astronave del Servizio di sorveglianza della Federazione. La serie è inserita all'interno della più vasta epopea del Rim Worlds e comprende le seguenti opere, elencate per anno di pubblicazione:
- Chance Encounter, 1959.[2]
- Into The Alternate Universe, 1964.[2]
- Le vie della frontiera (The Road to the Rim, 1967), edito in Italia nel 1968 nel numero 499 della Collana Urania.[2]
- Contraband from Otherspace, 1967 (titolo originario Edge of Nigh, 1966).[2]
- False Fatherland, 1968 (noto anche come Spartan Planet);
- Gli dei della frontiera (The Rim Gods, 1968), racconto lungo edito in Italia nel 1969 nel numero 527 della Collana Urania, nel volume intitolato Nuove vie della frontiera.[2]
- To Prime the Pump, 1971.[2]
- I Coloni di Morrow  (The Inheritors, 1972), edito in Italia nel 1974 nel numero 637 della Collana Urania.[2]
- Alternate Orbits, 1971 (noto anche come The Commodore at Sea), riunisce nove precedenti racconti:  Hall of Fame (noto anche come The Kinsolving's Planet Irregulars), The Sister Ships (noto anche come Sister Ships), The Man Who Sailed the Sky, The Rub, The Dutchman, The Last Hunt, On the Account, Rim Change, e Doggy in The Window.[2]
- The Dark Dimensions, 1971.[2]
- The Hard Way Up, 1972. Raccolta di sette racconti: With Good Intentions, The Subtracter (noto anche come The Minus Effect), The Tin Messiah (noto anche come The Soul Machine, tradotto in Italia come L'anima della macchina), The Sleeping Beauty, The Wandering Boy, The Mountain Movers (tradotto in Italia come I sollevatori di montagne) e What You Know.[2]
- The Gateway to Never 1972.[2]
- The Broken Cycle, 1975.[2]
- The Big Black Mark, 1975.[2]
- Il comandante del Far Traveler (The Far Traveller, 1977). Raccolta di quattro racconti: The Far Traveller, The Long Fall, The Sleeping Beast e Journey's End . La raccolta è stata distribuita in Italia nel 1980 nel numero 822 della Collana Urania, ripubblicata nel 1997 con il titolo Il pianeta del tesoro.[2]
- The Way Back, 1976.[2]
- Star Courier, 1977.[2]
- To Keep the Ship, 1978:[2]
- L'altro universo (Grimes at Glenrowan, 1978), edito in Italia nel 1978 ne La rivista di Isaac Asimov n. 4.[2]
- Grimes Among the Gourmets, 1978.[2]
- Il pianeta del piacere (Matilda's Stepchildren, 1979), edito in Italia nel 1980 nel numero 841 della Collana Urania.[2]
- Star Loot, 1980.[2]
- La grande corsa (Grimes and the Great Race, 1980), edito in Italia nel 1980 ne La rivista di Isaac Asimov n. 11.[2]
- The Anarch Lords, 1981.[2]
- Grimes and the Odd Gods, 1983.[2]
- The Last Amazon, 1984.[2]
- Grimes and the Jail Birds, 1984.[2]
- The Wild Ones, 1984.[2]
- Grimes and the Gaijin Daimyo, 2008.[2]

### SerieRim Worlds
Appartengono alla serie Rim Worlds le seguenti opere, elencate per anno di pubblicazione:
- To Run the Rim, 1959:[3]
- Appuntamento su un mondo perduto (Rendezvous on a Lost World, 1961, noto anche come When the Dream Dies),  edito in Italia nel 1973 nel numero 110 della Collana Urania.[3]
- I fuorilegge dell'Universo (The Rim of Space, 1961), edito in Italia nel 1962 nel numero 110 della collana I romanzi del Cosmo.[3] Il romanzo ha come protagonista Derek Calver.[4]
- Beyond the Galactic Rim, 1963. Raccolta contenente il romanzo originale The Ship from Outside, (che vede come protagonista Derek Calver[4]) e i racconti, già pubblicati nel 1959 Forbidden Planet, Wet Paint , The Man Who Could Not Stop, The Key.[3]
- The Winds of If, 1963.[3]
- Nelle immense profondità spaziali (The Deep Reaches of Space, 1964, espanso dal precedente racconto Special Knowledge, 1946)[4], edito in Italia nel 1965 nel numero 170 della collana I romanzi del Cosmo.[3]
- Rimghosts, 1967.[3]
- Catch the Star Winds, 1969.[3]

### Serie Imperatrice Irene/Rim Worlds
La serie è inserita all'interno della più vasta epopea del Rim Worlds e comprende le seguenti opere, elencate per anno di pubblicazione:
- Empress of Outer Space, 1965.[3]
- Space Mercenaries, 1965.[3]
- Nebula Alert – Novel, 1967.[3]

### Altri romanzi
- Bring Back Yesterday, 1961.[4]
- The Hamelin Plague, 1963.[4]
- Glory Planet, 1964.[4]
- Dove sparivano le navi (The Sea Beasts, 1971[4]), pubblicato in Italia nel 1973 nel numero 612 della Collana Urania.[1]
- The Bitter Pill, 1974.[4]
- Kelly Country, 1983.[4]
- Frontier of the Dark, 1984.[4]